# مردم

نماد مردم

مَردُم جمعی از شخص‌ها است که کل یک قومیت، ملت یا رده‌های بالاتری مانند مردم یک قاره را شامل می‌شود. برای نمونه، «ملت ایران» با نام مردم ایران، ایرانی یا ایرانیان شناخته می‌شوند. یا قوم بلوچهایاح که بلوچی، بلوچی‌ها یا بلوچیان نامیده می‌شوند یا ملل اروپائی که آنها را اروپاییان صدا می‌زنند.
مردم می‌توانند توده‌های مردمی را تشکیل دهند.

## ریشه‌شناسی
مردم به معنی از تخمه آدمیان است و از دو بخش تشکیل شده است؛ مرت (گیومرت) به معنای (به چَم) آدمی و مَرد به کار رفته است و واژه تخم Tôhm (تُهم، تخم، تُم).

## در سیاست

آزادی هدایتگر مردم اثر اوژن دولاکروا

### جمهوری
در سیاست، جمهوری اصطلاحی است که مدعی حکومت مردم است؛ مثلاً جمهوری روم از اصطلاح «سنا و مردم روم» استفاده می‌کرد و حتی پس از آن که کاملاً به وضعیت استبدادی برگشت هم از این اسم استفاده می‌نمود یا جمهوری خلق — به عنوان مثلاً چین — معمولاً یک کشور تک حزبی مارکسیستی یا سوسیالیستی است که ادعا حکومت از طرف مردم را دارد.

### مردم‌سالاری
دموکراسی حکومتی است که در آن مردم، اقتدار برای انتخاب قانون و قانون‌گذار دارند.